# Louis Melchior Legrand
Pour les articles homonymes, voir Louis Legrand et Legrand.
Louis Melchior Legrand, né le 22 janvier 1755 à Soissons (Île-de-France) et mort le 28 octobre 1800 en mer, est un général de brigade de la Révolution française.

## États de service
Ancien directeur associé du théâtre d’Amiens.
Le 4 novembre 1792, il est élu lieutenant-colonel en second du 3e bataillon de volontaires des Pyrénées Orientales, et en 1793, il est employé comme aide de camp à Montpellier. Il est nommé chef de brigade provisoire le 13 janvier 1794, commandant la place de Montpellier. Il est promu général de brigade provisoire le 31 janvier 1794, par le représentant en mission Boisset, et le 18 avril suivant, il est relevé de ses fonctions par le Comité de sûreté générale.
Le 14 avril 1795, il est remis en activité comme chef de bataillon, et il retrouve son grade de général de brigade le 20 mars 1796, à l’Armée des côtes de l'Océan. Le 27 mai suivant il prend le commandement de Carhaix, et le 18 juillet 1796, il est démis de ses fonctions et traduit devant le tribunal militaire, pour insulte envers les autorités constitutionnelles. Le 24 août suivant, il bénéficie d’une mesure d’amnistie. 
Il est réformé et autorisé à se retirer le 9 septembre 1797.
Le 23 juin 1798, il reprend du service dans la marine, et il continue ses services à la Guadeloupe. 
Il meurt le 28 octobre 1800, pendant son voyage de retour en France, lors du naufrage du brick Haria.

## Sources
- (en) « Generals Who Served in the French Army during the Period 1789 - 1814: Eberle to Exelmans »
- Thierry Pouliquen, « Les généraux français et étrangers ayant servis [sic] dans la Grande Armée » (consulté le 9 avril 2014)
- (pl) « Napoléon.org.pl »